# David Čolina
David Čolina (* 19. Juli 2000 in Zagreb) ist ein kroatischer Fußballspieler. Der Linksverteidiger spielt als Leihspieler des Bundesligisten FC Augsburg bei NK Osijek.

## Karriere
Čolina wurde in Zagreb geboren und begann bei NK Hrvatski dragovoljac mit dem Fußballspielen, bevor er 2008 zu Dinamo Zagreb wechselte. Im August 2018 unterschrieb er einen Vertrag bei der AS Monaco.
Am 22. Juli 2019 unterzeichnete Čolina einen Vierjahresvertrag bei Hajduk Split. Am 28. Juli 2019 gab Čolina sein Profidebüt beim 3:0-Auswärtssieg gegen NK Varaždin in der 1. HNL. Am 15. Juni 2020 wurde Čolina für den Golden Boy 2020 nominiert.
Am 14. Januar 2023 wurde Čolinas Wechsel zum Bundesligisten FC Augsburg bekanntgegeben. Er unterschrieb bei den Fuggerstädtern einen Vertrag bis zum 30. Juni 2027. Bei der 3:4-Auswärtsniederlage am 22. Januar 2023 in Dortmund debütierte er in der Bundesliga und traf kurz nach seiner Einwechslung in der 77. Minute für die Augsburger zum zwischenzeitlichen 3:3-Ausgleich. Im Januar 2024 wechselte er zunächst bis zum Ende der Saison auf Leihbasis zum dänischen Erstligisten Vejle BK. Danach verständigten sich der FCA und Vejle BK auf eine weitere Leihe bis Ende Juni 2025. Im Juli 2025 wechselte Čolina erneut auf Leihbasis bis Ende Juni 2026 in seine Heimat zum kroatischen Erstligisten NK Osijek. Anschließend besitzt Osijek eine Kaufoption.